# Zalesie (powiat szamotulski)
Zalesie – wieś w Polsce położona w województwie wielkopolskim, w powiecie szamotulskim, w gminie Duszniki.
W latach 1975–1998 miejscowość należała administracyjnie do województwa poznańskiego.
Wieś w sołectwie Sędzinko.
Na lewym brzegu rzeki Mogilnica, 300 m od jej koryta, 500 m od drogi do Zalesia, na zalesionej nizinie znajduje się Dziwna Góra - dobrze zachowane wczesnośredniowieczne grodzisko dolinne typu pierścieniowatego sprzed XI w. Średnica obiektu wynosi około 46 m, wał około 25 m, dookoła słabo czytelna fosa. O bezpieczeństwie grodziska decydowały pobliskie wody.